# Creu dels Set Braços
La Creu dels Set Braços és una creu de terme situada al camí ral que va de Canillo a Meritxell (Andorra).

## Descripció
És una creu de pedra, d'estil gòtic, tallada el 1447, tal com està inscrit a la pedra. Probablement marcava el límit territorial entre Prats i Canillo. En una cara hi ha Jesús crucificat del qual, malgrat les dimensions reduïdes, l'artista anònim va esculpir ben marcadament els dits de les mans i dels peus i els trets de la cara. A l'altra cara hi ha esculpida la Mare de Déu. Té un pedestal baix, sobreposat a una pedra horitzontal i arrodonida que cobreix una petita fornícula, on els vianants dipositaven els rams de flors boscanes.

## Història

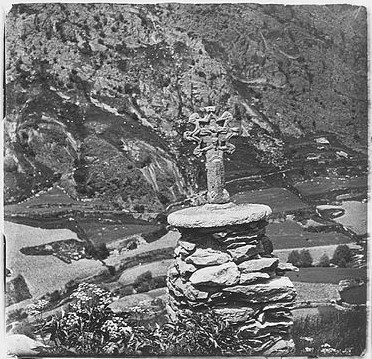
La creu, el 1916

La documentació fotogràfica certifica que el 1916 la creu tenia totes les extremitats. Es desconeix quan va perdre la setena. El 1990 Patrimoni Artístic Nacional d'Andorra la va restaurar, mantenint el braç trencat, i la va traslladar al Comú. Al lloc original s'hi col·locà una còpia. Es creu que el trencament del braç es devia produir per la caiguda de la creu, doncs abans de la restauració estava apedaçada amb unes aparatoses grapes de ferro que evitaven que es desllorigués. El 2010 la còpia va ser vandalitzada, quedant trencada en molts fragments. L'any següent Patrimoni la va reconstruir.

## Llegenda
La llegenda explica que set amics de Prats van voler gastar una broma a un noi del poble, que tenia molta por del dimoni. Li van demanar d'anar a buscar vi a l'hostal de Canillo, i li van donar una escopeta carregada sense que ell ho sabés amb farina en lloc de pólvora, i quan va arribar a Canillo el bon hostaler, que es va adonar que aquella arma estava descarregada, li va canviar la farina per pólvora de veritat. El noi va enfilar cap a Prats i en arribar a la creu, quan ja era de nit, li va sortir al pas un individu –en realitat, un dels seus amigots– i, és clar, va disparar. En arribar a Prats cridava que havia mort el dimoni. Els seus amics van començar a riure, van anar cap a la creu i van descobrir el cos inert del dimoni, que era el del setè amic. Per aquest motiu la creu hauria perdut un dels braços.

## Condecoració
El 2022 el Govern del Principat d'Andorra va crear la condecoració de més alt rang del Principat, la Creu dels Set Braços, en referència a la creu de terme. El 2024 es va aprovar el reglament que regula la seva aplicació. En les insígnies que es concedeixen (collar, medalló i passador) hi figura representada la creu de terme.